# Jedanaesta Vlada Republike Hrvatske
Jedanaesta Vlada Republike Hrvatske je saziv Vlade Republike Hrvatske, kojoj je mandat započeo 6. srpnja 2009., a prestao 23. prosinca 2011. Predsjednica Vlade bila je Jadranka Kosor. Ova koalicijska vlada je sastavljena od HDZ-a, HSS-a, HSLS-a i SDSS-a, te ima koalicijski sporazum s manjinskim zastupnicima i HSU-a. HSLS je u međuvremenu izišao iz koalicije.

## Sastav
| Ime i prezime                              | Dužnost                                                                | Vrijeme obnašanja dužnosti                  |
| ------------------------------------------ | ---------------------------------------------------------------------- | ------------------------------------------- |
| Jadranka Kosor (HDZ)                       | predsjednica                                                           | od 6. srpnja 2009. do 23. prosinca 2011.    |
| Petar Čobanković (HDZ)                     | potpredsjednik                                                         | od 29. prosinca 2010. do 23. prosinca 2011. |
| Petar Čobanković (HDZ)                     | ministar poljoprivrede, ribarstva i ruralnog razvoja                   | od 6. srpnja 2009. do 23. prosinca 2011.    |
| Darko Milinović (HDZ)                      | potpredsjednik                                                         | od 19. studenog do 23. prosinca 2011.       |
| Darko Milinović (HDZ)                      | ministar zdravstva i socijalne skrbi                                   | od 6. srpnja 2009. do 23. prosinca 2011.    |
| Gordan Jandroković (HDZ)                   | potpredsjednik                                                         | od 29. prosinca 2010. do 23. prosinca 2011. |
| Gordan Jandroković (HDZ)                   | ministar vanjskih poslova i europskih integracija                      | od 6. srpnja 2009. do 23. prosinca 2011.    |
| Božidar Pankretić (HSS)                    | potpredsjednik                                                         | od 6. srpnja 2009. do 23. prosinca 2011.    |
| Božidar Pankretić (HSS)                    | ministar ministar regionalnog razvoja, šumarstva i vodnog gospodarstva | od 6. srpnja 2009. do 23. prosinca 2011.    |
| Slobodan Uzelac (SDSS)                     | potpredsjednik                                                         | od 6. srpnja 2009. do 23. prosinca 2011.    |
| Domagoj Ivan Milošević                     | potpredsjednik                                                         | od 29. prosinca 2010. do 23. prosinca 2011. |
| Damir Bajs (HSS)                           | ministar turizma                                                       | od 6. srpnja 2009. do 23. prosinca 2011.    |
| Tomislav Ivić (HDZ)                        | ministar obitelji, branitelja i međugeneracijske solidarnosti          | od 6. srpnja 2009. do 23. prosinca 2011.    |
| Božidar Kalmeta (HDZ)                      | ministar mora, prometa i infrastrukture                                | od 6. srpnja 2009. do 23. prosinca 2011.    |
| Davorin Mlakar (HDZ)                       | ministar uprave                                                        | od 6. srpnja 2009. do 23. prosinca 2011.    |
| Dražen Bošnjaković                         | ministar pravosuđa                                                     | od 7. srpnja 2010. do 23. prosinca 2011.    |
| Radovan Fuchs (HDZ)                        | ministar znanosti, obrazovanja i športa                                | od 6. srpnja 2009. do 23. prosinca 2011.    |
| Tomislav Karamarko (nestranački/HDZ)       | ministar unutarnjih poslova                                            | od 6. srpnja 2009. do 23. prosinca 2011.    |
| Đuro Popijač (nestranački/HDZ)             | ministar gospodarstva, rada i poduzetništva                            | od 19. studenog 2009. do 23. prosinca 2011. |
| Martina Dalić                              | ministrica financija                                                   | od 29. prosinca 2010. do 23. prosinca 2011. |
| Davor Božinović                            | ministar obrane                                                        | od 29. prosinca 2010. do 23. prosinca 2011. |
| Jasen Mesić                                | ministar kulture                                                       | od 29. prosinca 2010. do 23. prosinca 2011. |
| Jagoda Premužić                            | tajnica Vlade                                                          | od 6. srpnja 2009. do 7. prosinca 2011.     |
| Damir Polančec (HDZ)                       | potpredsjednik                                                         | od 6. srpnja 2009. do 30. listopada 2009.   |
| Damir Polančec (HDZ)                       | ministar gospodarstva, rada i poduzetništva                            | od 6. srpnja 2009. do 30. listopada 2009.   |
| Đurđa Adlešič (HSLS)                       | potpredsjednica                                                        | od 6. srpnja 2009. do 12. listopada 2010.   |
| Bianca Matković (HDZ)                      | ministrica u Vladi                                                     | od 6. srpnja 2009. do 24. ožujka 2010.      |
| Ivan Šuker (HDZ)                           | potpredsjednik                                                         | od 19. studenog 2009. do 29. prosinca 2010. |
| Ivan Šuker (HDZ)                           | ministar financija                                                     | od 6. srpnja 2009. do 29. prosinca 2010.    |
| mr. sc. Božo Biškupić (HDZ)                | ministar kulture                                                       | od 6. srpnja 2009. do 29. prosinca 2010.    |
| Branko Vukelić (HDZ)                       | ministar obrane                                                        | od 6. srpnja 2009. do 29. prosinca 2010.    |
| prof. dr. sc. Ivan Šimonović (nestranački) | ministar pravosuđa                                                     | od 6. srpnja 2009. do 7. srpnja 2010.       |
| Marina Matulović-Dropulić (HDZ)            | ministrica zaštite okoliša, prostornog uređenja i graditeljstva        | od 6. srpnja 2009. do 29. prosinca 2010.    |

## Poveznice
- Vlada Republike Hrvatske
- Popis hrvatskih predsjednika Vlade
- Predsjednik Vlade Republike Hrvatske

## Vanjske poveznice
- Vlada RH